# Gosibius angelicus
Gosibius angelicus är en mångfotingart som beskrevs av Chamberlin 1944. Gosibius angelicus ingår i släktet Gosibius och familjen stenkrypare. Inga underarter finns listade i Catalogue of Life.